# Ancharius
Ancharius – rodzaj słodkowodnych ryb sumokształtnych z rodziny Anchariidae, wcześniej zaliczany był do pierzastowąsowatych (Mochokidae), a później do ariusowatych (Ariidae).

## Zasięg występowania
Endemity Madagaskaru.

## Klasyfikacja
Gatunki zaliczane do tego rodzaju:
- Ancharius fuscus
- Ancharius griseus

Gatunkiem typowym jest Ancharius fuscus.